# Mnihla (delegación)
Mnihla es una delegación de la gobernación de Ariana en Túnez. En abril de 2014 tenía una población censada de 89 884 habitantes.
Se encuentra ubicada al norte del país, junto a la costa del golfo de Túnez (mar Mediterráneo) y a poca distancia al norte de la capital del país, Túnez, y de la desembocadura del río Meyerda.